# Trompete (Heraldik)

Drei Trompeten im Wappen von Corneilla-del-Vercol

Die Trompete ist in der Heraldik eine gemeine Figur. Das Musikinstrument kann als Wappenfigur im Wappenschild oder als Prachtstück neben, unter, hinter oder über diesem sein. Die spezielle Art des Instrumentes sollte blasoniert werden, ist aber in der Darstellung nicht immer eindeutig zu ersehen. 
Der Begriff Trompete ist in der Heraldik doppeldeutig. In der Literatur wird damit auch die Wappenfigur Büffelhörner, Lohehörner oder Füllhörner bezeichnet.

## Trompete im Wappenschild
Hier wird die Trompete einzeln oder auch bis zu drei Stück (mehr ist die Ausnahme) im Schild dargestellt. Die Lage ist in der Wappenbeschreibung eindeutig zu melden, wobei die Lage der Mundstückseite auch zur Bestimmung beitragen kann. Alle heraldischen Farben sind möglich, aber Gold oder Silber werden bevorzugt. Bei einer Darstellung eines blasenden Reiters oder Engel ist es nicht immer eine Trompete.

## Trompete als Prachtstück
Hier wird das Instrument mit vielen anderen Prachtstücken zum Wappenschild drapiert. Gelegentlich werden Fahnen am Instrument befestigt und machen diese zur Heroldstrompete. Auch Quasten oder Schnüre können die Trompete zieren und sind in der Beschreibung zu erwähnen. Ist das Instrument hinter dem Schild, ist nur mit der Wappenbeschreibung Klarheit zu erlangen. Es könnte sich auch speziell um eine Posaune handeln.

Zwei Trompeten auf dem Podest im Wappen von Haiti
Emblem mit Trompeten hinter dem Schild